# Condado de La Crosse
O Condado de La Crosse é um dos 72 condados do Estado americano do Wisconsin. A sede do condado é La Crosse, e sua maior cidade é La Crosse. O condado possui uma área de 1 243 km² (dos quais 70 km² estão cobertos por água), uma população de 107 120 habitantes, e uma densidade populacional de 91 hab/km² (segundo o censo nacional de 2000). O condado foi fundado em 1851.